# Пауроподи
Пауропо́ди (Pauropoda) — клас дрібних членистоногих тварин надкласу Багатоніжок, що налічує близько 500 видів. Пауроподи найменш вивчений клас серед багатоніжок: до 1886 року вони взагалі не були відомі. Практичного значення ці тварини не мають.

## Опис
Пауропод також називають карликовими багатоніжками, адже їх розміри коливаються в межах 1-1,9 мм. Форма тіла у різних видів неоднакова. Наприклад, у рухливих представників роду Pauropus вона видовжена, в той час як малорухливі представники роду Eurypauropus товсті, незграбні, з майже непомітними кінцівками.
У пауропод розгалужені антени (не більше 6-ти члеників). Очі відсутні. Ротовий апарат утворений парою міцних зазубрених мандибул та однією парою максил. Тулуб складається з 10-12 сегментів. Ніг 10 пар, з них для пересування пристосовані 9. На 1 або 1-3 сегментах тіла кінцівки відсутні. Ноги 5-членикові, широко розставлені. По боках тіла розташовані 5 пар чутливих волосків.
Органи виділення представлені однією парою мальпігієвих судин. Кровоносна система відсутня. Дихальна система має примітивну трахейну будову.

## Спосіб життя
Серед пауропод є сапротрофи, хижаки, а Pauropus lanceolatus та Allopauropus gracilis харчуються гіфами цвілевих грибів. Тварини всмоктують напіврідку їжу, яка перетравлюється у передньому відділі травної системи, що має добре розвинену мускулатуру.
Пауроподи роздільностатеві. Запліднення у них сперматофорне. Круглі, лискучі яйця пауроподи відкладають по одному або купками в тріщини ґрунту чи кори серед залишків гниючого листя. Через 12-14 днів з них виходять личинки. Вони мають 3 пари ніг і 2 чутливих волоски. Розвиток личинок триває 3,5 місяці. Протягом цього періоду вони линяють кожні 2-5 тижнів, після кожного линяння число ніг поступово збільшується.

## Поширення
Пауроподи розповсюджені дуже широко, вони трапляються на всіх континентах у всіх природних зонах, за виключенням тундри і пустель. Особливо високої чисельності ці тварини досягають у лісах, де щільність їх популяцій може сягати 500 особин в 1 дм³ субстрату.